# ضرر (قانون)

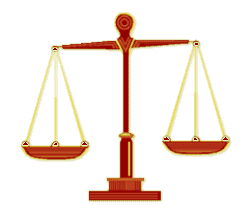

الضرر بالقانون هو الأذى الذي يصيب الشخص نتيجة المساس بمصلحة مشروعة له أو حق من حقوقه ". والضرر قد يكون مادياً أو معنوياً ويضيف إليه الفقه والقضاء الضرر المرتد أو الأذى الذي يصيب الإنسان في جسمه أو ماله أو شرفه أو عاطفته.

## الأنواع
ضرر مادي: هو ما يصيب الشخص في جسمه أو في ماله، فيتمثل في الخسارة المالية التي تترتب على المساس بحق (أو مصلحة) سواء كان الحق ماليا (كالحقوق العينية أو الشخصية أو الملكية الفكرية أو الصناعية) ويكون ضررا مادياً إذا نجم عن هذا المساس انتقاص للمزايا المالية التي يخولها واحد منت تلك الحقوق أو غير مالي كالمساس بحق من الحقوق المتصلة بشخص الإنسان كالحرية الشخصية وحرية العمل وحرية الرأي كحبس شخص دون حق أو منعه من السفر للعمل يترتب عليه ضرر مادي أيضا.(2) (شرط أن تكون المصلحة مشروعة).
ضرر معنوي أو الأدبي: هو الضرر الي يلحق الشخص في حقوقه المالية أو في مصلحة غير مالية، فهو ما يصيب الشخص في كرامته أوفي شعوره أو في شرفه أو في معتقداته الدينية أو في عاطفته وهو أيضا ما يصيب العواطف من ألام نتيجة الفقدان شخص عزيز، وقد توسع القضاء في مفهوم المصلحة الأدبية فأعتبر ضررا أدبياً ما يصيب الشخص من جراء السب أو القذف من ايذاء للسمعة أو عن آلام النفس.

## تعويض الأضرار
هو تعويض مالي يدفع للمتضرر المدعي يعوضه عن خسارة أو إصابة أو ضرر أصابه بسبب فرد آخر أخل بواجبه. ويوجب القانون دفع تعويض عن الأضرار التي يتكبدها شخص بسبب عدم إيفاء الطرف الآخر في تعاقد تم بينهما، كما يمكن للطرفين المتعاقدن تحديد قيمة التعويض الذي يحق للمتضرر، في حالة عدم إيفاء الطرف الآخر للعقد أو بند من بنود العقد.
فإذا لم يحتو العقد على بند يختص بالتعويض عن الإخلال، يصبح للمتضرر الحق في التعويض الذي يقره القانون.

## اقرأ أيضاً
- أضرار تأديبية
- مقياس الأضرار
- مستحقات مؤجلة
- تخصيص الأموال